# Europapokal der Landesmeister (Handball) der Frauen 1987/88
Am Europapokal der Landesmeister 1987/88 nahmen 24 Handball-Vereinsmannschaften aus 24 Ländern teil. Diese qualifizierten sich in der vorangegangenen Saison in ihren Heimatländern für den Europapokal. Bei der 28. Austragung des Wettbewerbs siegte im Finale Spartak Kiew wie im Vorjahr gegen Hypobank Südstadt Wien aus Österreich und sicherte sich seinen vierten Titel in Folge sowie seinen dreizehnten insgesamt.

## 1. Runde
|                              | Gesamt |                       | Hinspiel | Rückspiel |
| ---------------------------- | ------ | --------------------- | -------- | --------- |
| Rødovre HK                   | 32:37  | Byåsen IL             | 19:16    | 13:21     |
| KS Cracovia                  | 63:28  | Wakefield Metros      | 30:11    | 33:17     |
| Initia HC Hasselt            | 35:32  | LC Brühl Handball     | 21:12    | 14:20     |
| Benfica Lissabon             | 46:21  | HC Bascharage         | 28:70    | 18:14     |
| US Kulübü Ankara             | 30:71  | Spartacus Budapest    | 16:25    | 14:46     |
| ZSKA Sofia                   | 68:22  | Maccabi Holon         | 32:80    | 36:14     |
| Athinaikos H.C.              | :      | Sardinia H.C. Sassari | 16:19    | [ 1 1 ]   |
| Club Balonmano Íber Valencia | 29:30  | USM Gagny             | 15:13    | 14:17     |

1. ↑  Athinaikos H.C. verzichtete auf das Rückspiel

Durch ein Freilos zogen TSV Bayer 04 Leverkusen, ASK Vorwärts Frankfurt/O., Radnički Belgrad, Herschi Vlug en Lenig, Hypobank Südstadt Wien,  Știința Bacău, TJ ZVL Prešov und Titelverteidiger Spartak Kiew direkt in das Achtelfinale ein.

## Achtelfinale
|                         | Gesamt |                           | Hinspiel | Rückspiel |
| ----------------------- | ------ | ------------------------- | -------- | --------- |
| TSV Bayer 04 Leverkusen | 47:41  | Byåsen IL                 | 25:21    | 22:20     |
| Initia HC Hasselt       | 25:35  | KS Cracovia               | 14:14    | 11:21     |
| TJ ZVL Prešov           | 38:39  | Radnički Belgrad          | 25:22    | 13:17     |
| Spartak Kiew            | 53:47  | Știința Bacău             | 26:24    | 27:23     |
| ZSKA Sofia              | 46:58  | Hypobank Südstadt Wien    | 27:31    | 19:27     |
| Benfica Lissabon        | 25:42  | USM Gagny                 | 12:18    | 13:24     |
| Herschi Vlug en Lenig   | 25:64  | ASK Vorwärts Frankfurt/O. | 16:28    | 09:36     |
| Spartacus Budapest      | 74:36  | Sardinia H.C. Sassari     | 40:18    | 34:18     |

## Viertelfinale
|                         | Gesamt |                           | Hinspiel | Rückspiel |
| ----------------------- | ------ | ------------------------- | -------- | --------- |
| Spartak Kiew            | 49:38  | ASK Vorwärts Frankfurt/O. | 23:21    | 26:17     |
| KS Cracovia             | 40:52  | Hypobank Südstadt Wien    | 21:22    | 19:30     |
| TSV Bayer 04 Leverkusen | 37:39  | Radnički Belgrad          | 22:20    | 15:19     |
| Spartacus Budapest      | 56:51  | USM Gagny                 | 32:23    | 24:28     |

## Halbfinale
|                    | Gesamt |                        | Hinspiel | Rückspiel |
| ------------------ | ------ | ---------------------- | -------- | --------- |
| Radnički Belgrad   | 36:38  | Hypobank Südstadt Wien | 21:18    | 15:20     |
| Spartacus Budapest | 50:63  | Spartak Kiew           | 25:27    | 25:36     |

## Finale
|              | Gesamt |                        | Hinspiel | Rückspiel |
| ------------ | ------ | ---------------------- | -------- | --------- |
| Spartak Kiew | 33:31  | Hypobank Südstadt Wien | 16:14    | 17:17     |